# Usina Termelétrica Mauá 3
A Usina Termelétrica Mauá 3, ou UTE Mauá 3, é uma usina a gás localizada em Manaus, no estado do Amazonas, e pertencente à Âmbar Energia.

## Histórico
As obras da usina de propriedade da Eletrobras Amazonas GT tiveram início em 2012 e foram concluídas em maio de 2017, após investimentos de R$ 1,2 bilhão.
As obras estiveram paradas entre janeiro de 2014 e outubro de 2015, por disputas judiciais com a construtora Andrade Gutierres por questões contratuais e atrasos nos pagamentos da obra.
Disputas entre a Amazonas GT e Petrobrás atrasaram o início da operação da usina. A Petrobrás chegou a se recusar a fornecer combustível para a usina devido à inadimplência da empresa em outros compromissos.
Em setembro de 2017, a Agência Nacional de Energia Elétrica (ANEEL) autorizou a Amazonas Geração e Transmissão (Amazonas GT) a acionar a primeira turbina da termelétrica Mauá 3.
Em 2020, a Amazonas GT passou a ter a Eletrobras Eletronorte como sua controladora, em 1º de julho de 2021 foi incorporada pela Eletrobras Eletronorte.
Em 2024, foi vendida à Âmbar Energia em conjunto com o parque termelétrico da Eletrobras.

## Características
A UTE Mauá 3 é composta por duas unidades geradoras acionadas por turbinas a gás natural, em ciclo aberto, e uma unidade geradora acionada por turbina a vapor, utilizando um volume máximo de 2.500.000 m³/dia.
Sua potência total instalada é de 591 MW. É a maior usina termelétrica da Região Norte e uma das maiores do país.
O gás natural da usina proveniente da bacia petrolífera de Urucu, localizada no município de Coari (AM), transportado por meio do gasoduto Gasoduto Urucu-Coari-Manaus.